# Martinsyde G.100

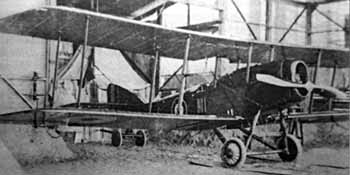
Avião Martinsyde G.100 Elephant.

O Martinsyde G. 100 "Elefante" e o G. 102 foram caças-bombardeiros britânicos durante a Primeira Guerra Mundial, construídos pela empresa Martinsyde. Este tipo de aeronave ganhou o nome de "Elefante" a partir de seu tamanho relativamente grande e a falta de capacidade de manobra. O G. 102 diferiu-se do G. 100 apenas em ter um motor mais potente.